# Klouzek bílý
Klouzek bílý (Suillus placidus) je druh houby z čeledi klouzkovité (Suillaceae).

## Znaky
Klobouk dorůstá v průměru 3–13 cm, nejdřív polokulovitý, poté sklenutý, polštářovitý až plochý. Pokožka je slonovinově bílá, u okrajů nažloutlá, hladká, lesklá, a vlhka slizká, dá se celá snadno sloupnout. Po otlačení pomalu fialoví.
Rourky jsou velmi nízké (5–12mm), sbíhavé na třeň, v závislosti na stáří plodnic, bílé, krémové, žluté až žlutoolivové. Ústí mají stejnou barvu jako rourky. Výtrusný prach je žlutý až kalně okrový.
Třeň je 3–15 cm dlouhý, občas pokřivený, plný, válcovitý, na bázi zúžený. Barvu má bílou až žlutavou, na povrchu je posetý červenohnědými či lehce nafialovělými vločkami.
Dužnina je bílá až žlutavá, měkká,na řezu může získat šedofialový nádech. Chuť je mírná, vůně nevýrazná, ale příjemná.

## Užití
Jedlý druh.

## Ekologie
Od července do listopadu roste tento klouzek nehojně, ve skupinách pod borovicí vejmutovkou a borovicí limbou. Ohledně typu substrátu a nadmořské výšky žádné význačné preference nemá.

## Rozšíření
Druh byl popsán v oblastech Severní Ameriky, Evropy, Ruska, Japonska a Číny.

## Galerie

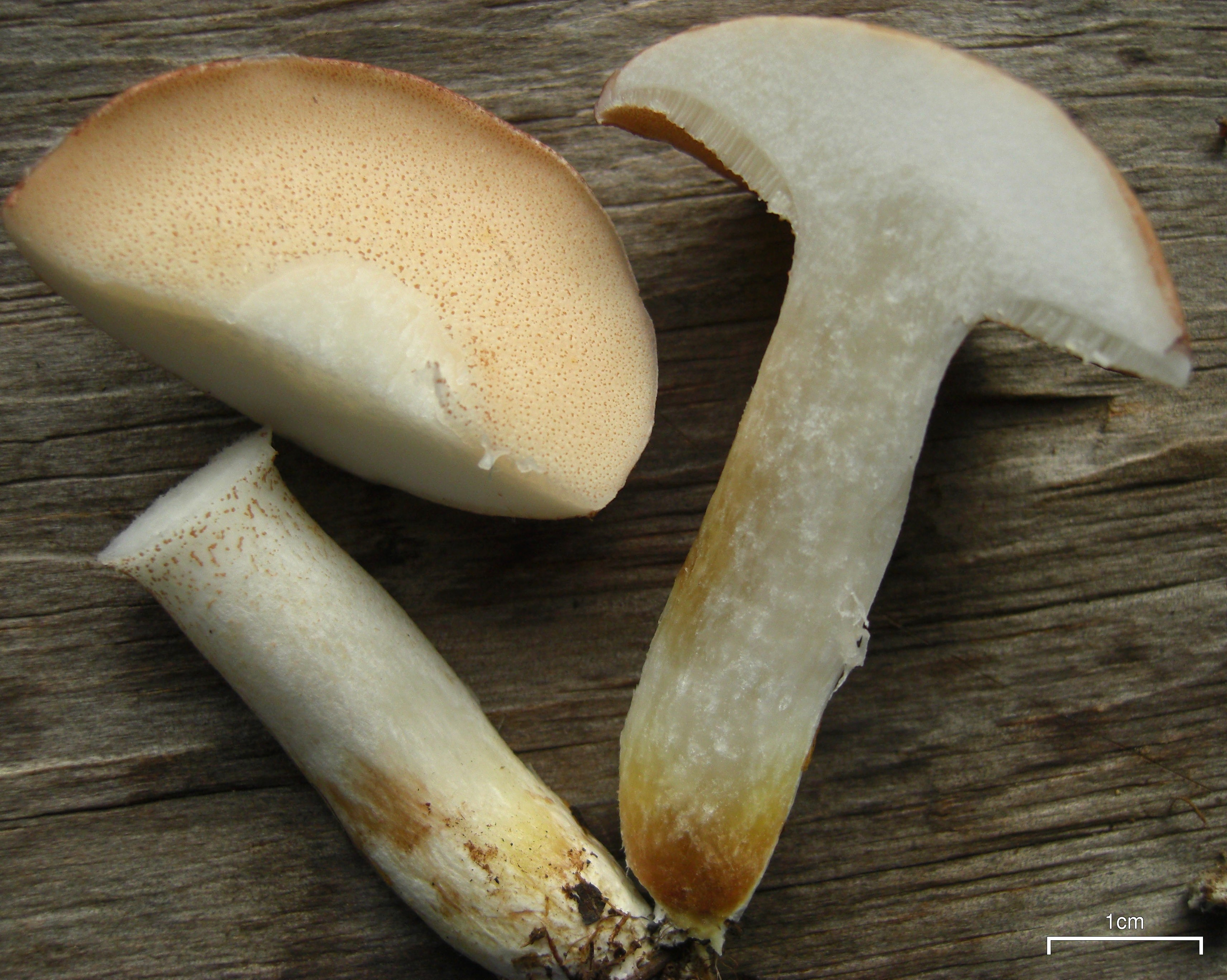
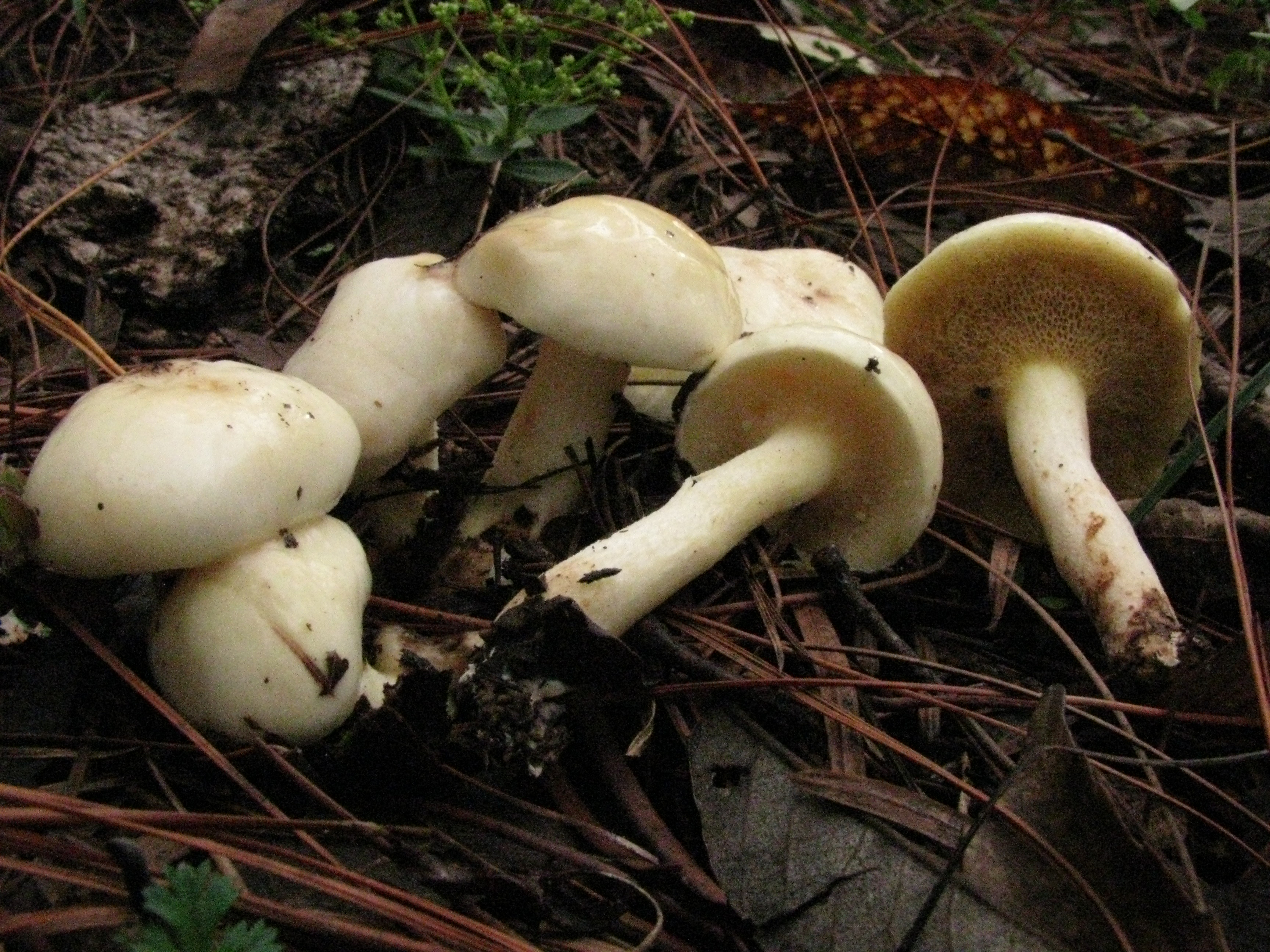
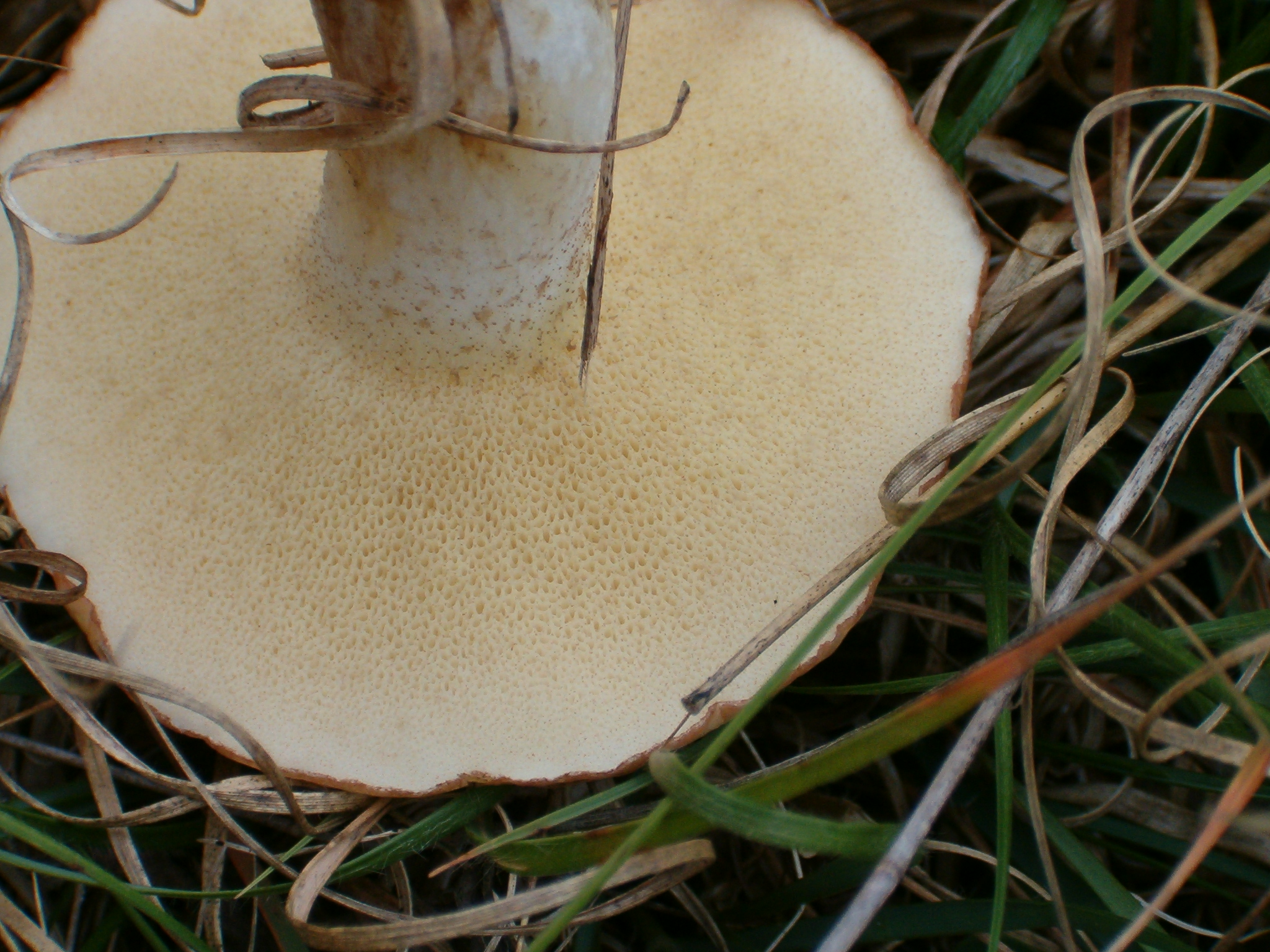
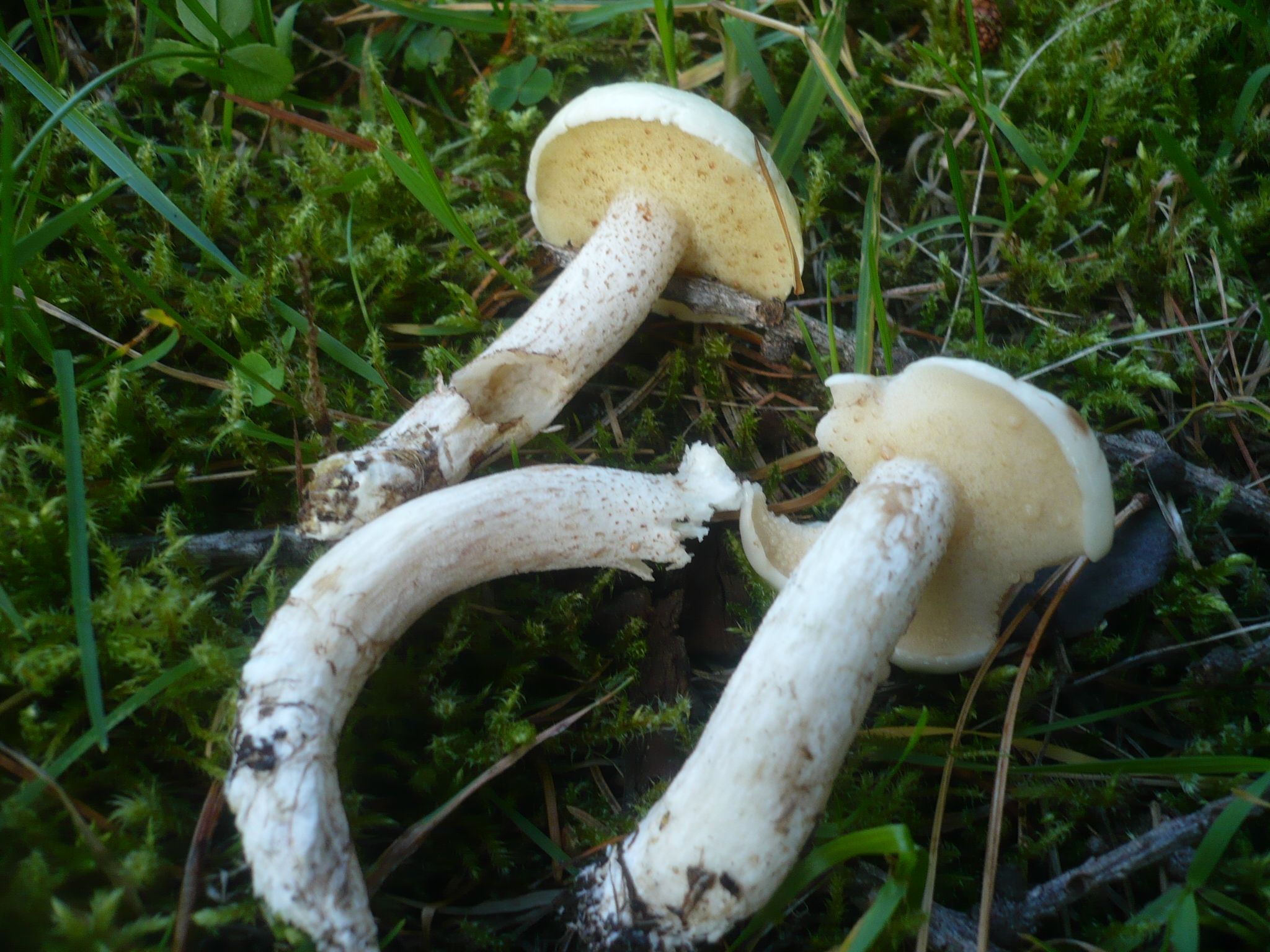
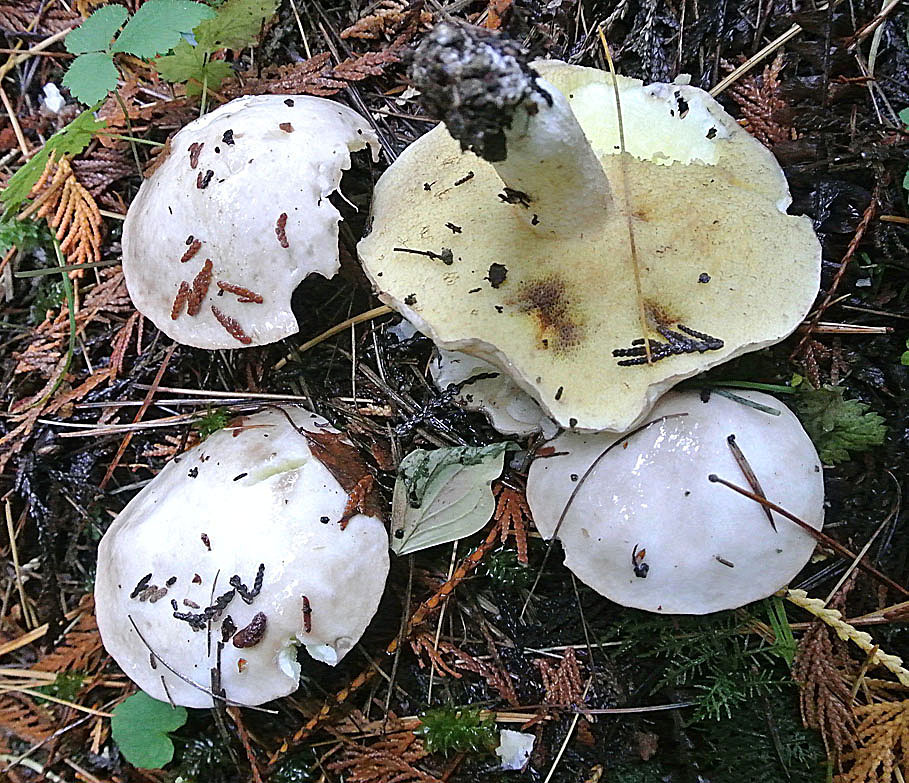

## Možnost záměny
- Klouzek obecný (Suillus luteus)
- Klouzek kravský (Suillus bovinus)
- Klouzek sličný (Suillus grevillei)[5]